# Paracoccus multiductus
Paracoccus multiductus är en insektsart som beskrevs av Jennifer M. Cox 1987. Paracoccus multiductus ingår i släktet Paracoccus och familjen ullsköldlöss. Inga underarter finns listade i Catalogue of Life.